# Wolterstorffina chirioi
Wolterstorffina chirioi е вид жаба от семейство Крастави жаби (Bufonidae). Видът е критично застрашен от изчезване.

## Разпространение и местообитание
Разпространен е в Камерун.
Обитава ливади и плата.

## Описание
Популацията на вида е намаляваща.